# Ixodes hydromyidis
Ixodes hydromyidis este o specie de căpușe din genul Ixodes, familia Ixodidae, descrisă de Steven Swan în anul 1931. Conform Catalogue of Life specia Ixodes hydromyidis nu are subspecii cunoscute.